# Цурикове (Понировський район)
Цурикове (рос. Цуриково) — присілок в Понировському районі Курської області Російської Федерації.
Населення становить 91 особу. Входить до складу муніципального утворення Горяйновська сільрада.

## Історія
Населений пункт розташований на території українського етнічного та культурного краю Східна Слобожанщина.
Від 2004 року входить до складу муніципального утворення Горяйновська сільрада.

## Населення
| 2010 |
| ---- |
| 91   |